# EMule
eMule är den populäraste P2P-klienten för fildelningsnätverken eDonkey2000 (eD2K) och det serverhierarkilösa Kademlia (Kad). eMule påminner om Kazaa, Bearshare och iMesh, men har möjligheten att ladda ner filfragment simultant från andra som också laddar ner samma fil. Om exempelvis tio användare laddar ner en fil som bara finns i sin helhet hos en användare, så kan filen ändå laddas ner från upp till tio källor samtidigt. Med Kazaa, som använder nätverket FastTrack, hade filen bara varit tillgänglig hos en källa.
eMule har ett sofistikerat kösystem där användare med hög ranking prioriteras. eMule lämpar sig bäst för att ladda ner stora filer på åtminstone hundra megabyte som finns hos många användare.
Varje fil på nätverket har ett unikt hashvärde. Det innebär bland annat att filerna kan hittas även om användarna byter namn på dem.
Det finns en sökfunktion inbyggd i programmet. Dessutom finns det webbplatser med aktiv sökning på nätverket och webbplatser med sökbara releaser. På webbplatserna finns klickbara länkar av protokollet ed2k, som startar nedladdning av filen i eMule.
eMule utvecklas med öppen källkod. Den är gratis och reklamfri.